# كينان سيباهي
كينان سيباهي (بالتركية: Kenan Sipahi)‏ مواليد 26 مايو 1995 في بريشتينا، صربيا والجبل الأسود، هو لاعب كرة سلة تركي. بدأ مسيرته الاحترافية في سنة 2010. يلعب مع بشكطاش كلاعب هجوم خلفي. يبلغ طوله 6 قدم 5.75 بوصة (2.0 م).

## المسيرة الاحترافية
لعب مع نادي طوفاس الرياضي في الدوري التركي من سنة 2010 إلى 2013، ثم لعب مع فنربخشة لكرة السلة من سنة 2013 إلى 2016، ثم لعب مع بشكتاش لكرة السلة في الدوري التركي في سنة 2016.

## إحصائيات المسيرة

### الدوري الأوروبي
| السنة   | الفريق                   | لعب | بدأ | دقيقة | ميداني% | ثلاثية | حرة  | ارتداد | صنع | استلاب | تصدي | نقطة | أداء |
| ------- | ------------------------ | --- | --- | ----- | ------- | ------ | ---- | ------ | --- | ------ | ---- | ---- | ---- |
| 2013–14 | فنربخشة لكرة السلة       | 15  | 8   | 12.6  | .517    | .364   | .700 | 1.0    | 1.1 | .5     | .1   | 2.7  | 2.1  |
| 2014–15 | فنربخشة لكرة السلة       | 22  | 11  | 9.8   | .318    | .192   | .750 | .8     | .7  | .4     | .0   | 1.6  | .2   |
| 2015–16 | نادي كارشياكا لكرة السلة | 10  | 5   | 18.9  | .358    | .200   | .688 | 1.1    | 3.7 | .9     | .0   | 5.3  | 6.1  |
| المسيرة |                          | 47  | 24  | 12.6  | .381    | .228   | .700 | .9     | 1.4 | .5     | .0   | 2.8  | 2.0  |

## روابط خارجية
- كينان سيباهي على موقع الاتحاد الدولي لكرة السلة (الإنجليزية)
- كينان سيباهي على موقع الدوري الأوروبي لكرة السلة (الإنجليزية)
- كينان سيباهي على موقع الدوري الإسباني لكرة السلة (الإسبانية)
- كينان سيباهي على موقع كرة السلة الأوروبية.كوم (الإنجليزية)
- كينان سيباهي على موقع ريلجم (الإنجليزية)
- كينان سيباهي على موقع بروبوليرز (الإنجليزية)
- كينان سيباهي على موقع سبورتس رفرنس (الإنجليزية)